# Rungia klossii
Rungia klossii är en akantusväxtart som beskrevs av Spencer Le Marchant Moore. Rungia klossii ingår i släktet Rungia och familjen akantusväxter. Inga underarter finns listade i Catalogue of Life.

## Bildgalleri

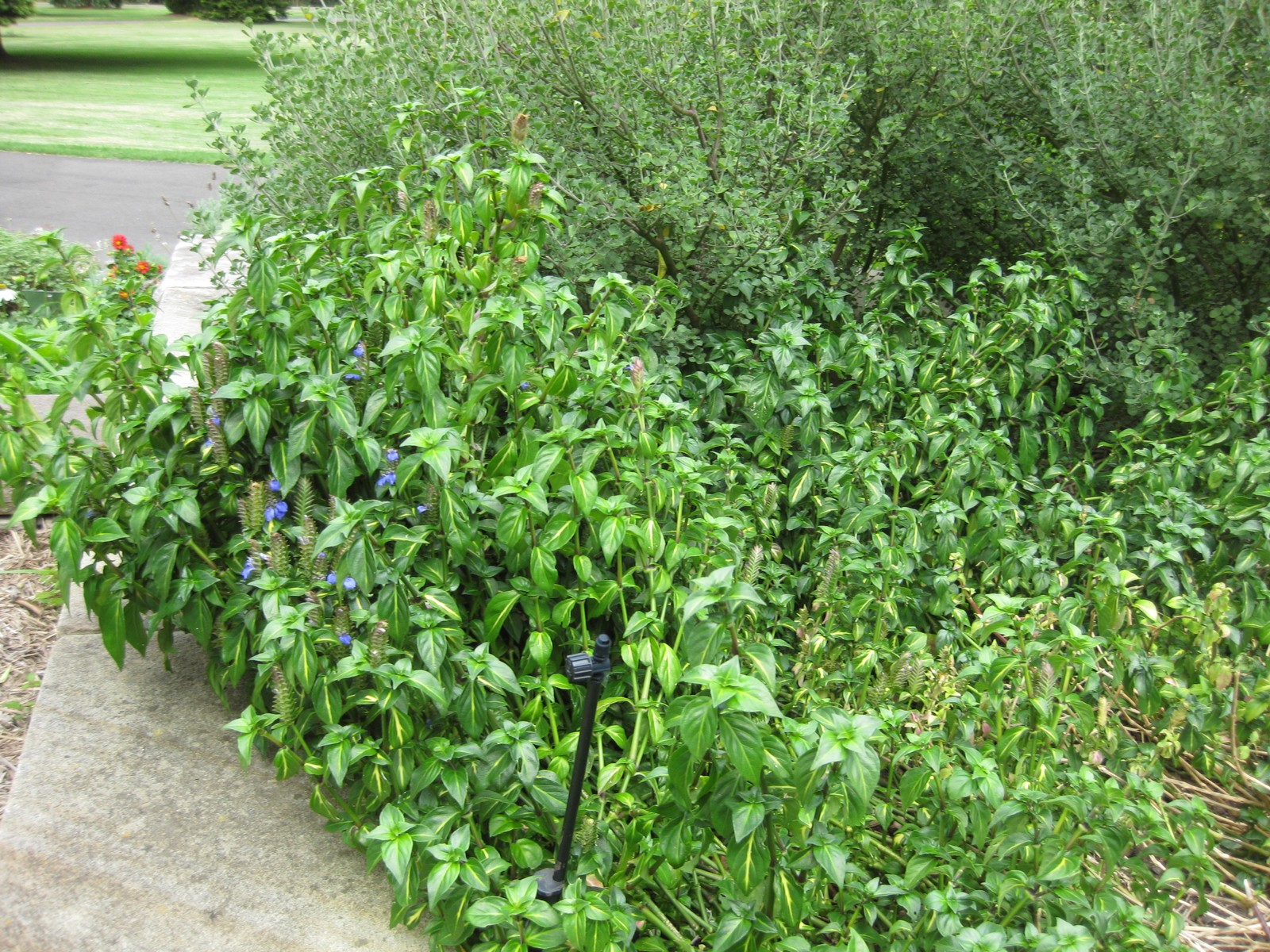
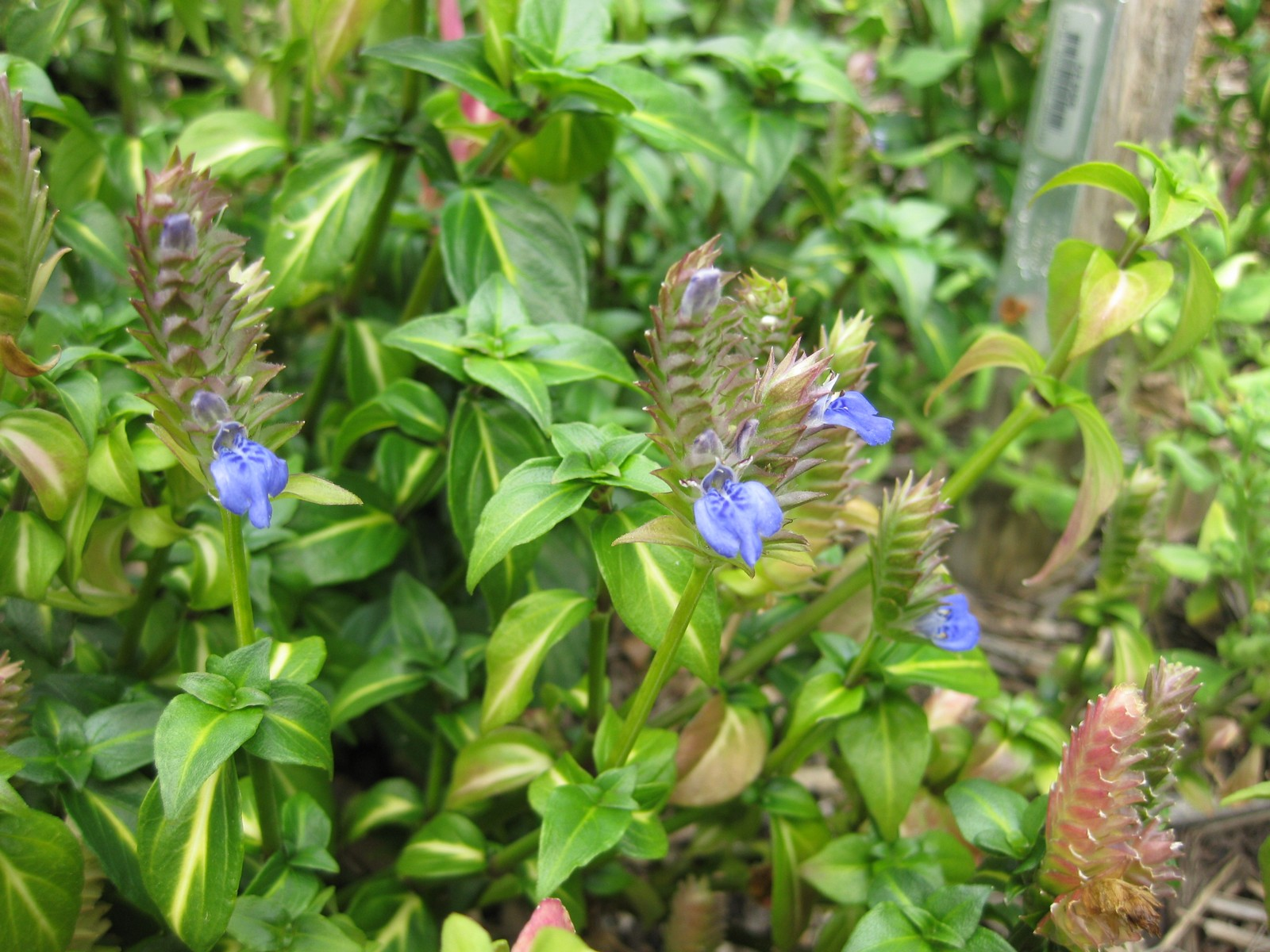
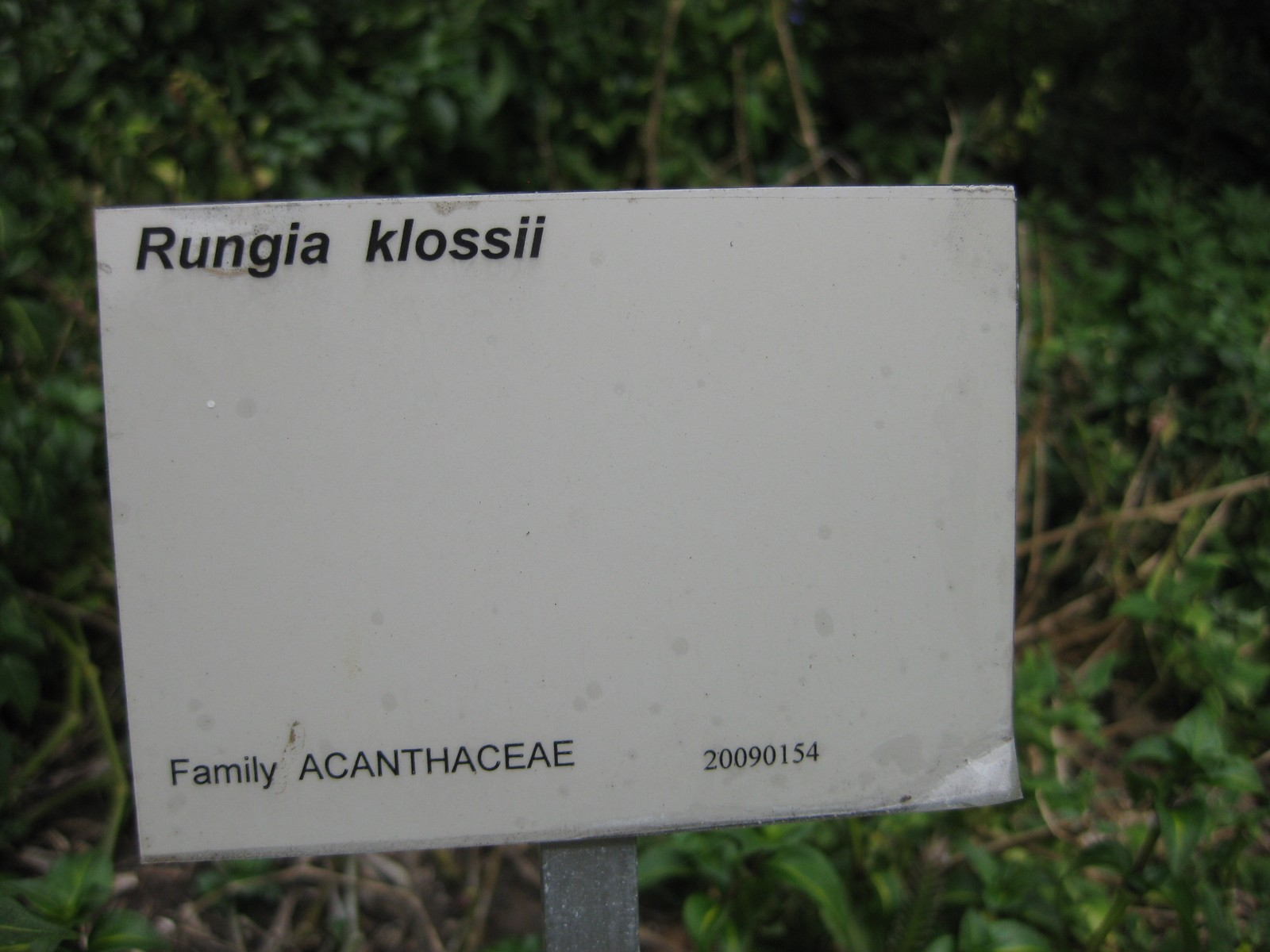